# Mount Whitney
Mount Whitney je s nadmořskou výškou 4 421 m
nejvyšší hora pohoří Sierra Nevada, Kalifornie a Spojených států amerických bez Aljašky.
Leží na hranicích Tulare County a Inyo County, na jihovýchodě střední Kalifornie, v Národním parku Sequoia. Východně od hory se nachází údolí Owens Valley a obec Lone Pine.
Hora je pojmenovaná po kalifornském geologovi Josiahu Dwightovi Whitneym (1819–1896).
Poprvé byla zlezena v roce 1873.

## Výstup
Hora patří mezi cíl horolezců, protože 17,7 kilometrů dlouhé stoupání z Whitney Portal není technicky náročné. Stoupání se realizuje ve dvou až třídenním intervalu s přenocováním v Outpost Camp (3158 m) a Trail Camp (3669 m). Jako první její vrchol zdolali v roce 1873 místní obyvatelé Charles Begole, AH Johnson a John Lucas, kteří žili jako rybáři v Lone Pine.